# Clarence (Missouri)
Clarence é uma cidade localizada no estado americano de Missouri, no Condado de Shelby.

## Demografia
Segundo o censo americano de 2000, a sua população era de 915 habitantes.
Em 2006, foi estimada uma população de 897, um decréscimo de 18 (-2.0%).

## Geografia
De acordo com o United States Census Bureau tem uma área de
3,0 km², dos quais 3,0 km² cobertos por terra e 0,0 km² cobertos por água. Clarence localiza-se a aproximadamente 250 m acima do nível do mar.

## Localidades na vizinhança
O diagrama seguinte representa as localidades num raio de 28 km ao redor de Clarence.